# 天造
天造（622年正月—623年正月）：唐朝初期領袖刘黑闼的年号，歷時1年。

## 纪年
| 天造 | 元年  | 二年  |
| ---- | ----- | ----- |
| 公元 | 622年 | 623年 |
| 干支 | 壬午  | 癸未  |

## 參看
- 中国年号索引
- 同期存在的其他政权年号
  - 太平（616年十二月—622年十月）：隋朝時期楚政權林士弘年号
  - 永隆（618年—628年四月）：隋朝時期梁政權梁師都年号
  - 始兴（618年十二月—624年二月）：隋朝時期燕政權高开道年号
  - 進通（623年）：隋朝時期王摩沙年号
  - 武德（618年五月—626年十二月）：唐朝政权唐高祖李淵年号
  - 重光（620年—623年）：高昌君主麴伯雅政权年号
  - 建福（584年—634年）：新羅真平王之年號